# ロシア鉄道
ロシア鉄道公開株式会社（ロシア語: ОАО «Российские железные дороги», 略称：РЖД, ラテン文字転写：Rossiskiye zheleznye dorogi, 英語: Russian Railways）はロシアの国有企業。2003年にロシア連邦運輸通信省（МПС, Министерство путей сообщения Российской Федерации）所管の連邦鉄道事業を承継して発足した。

## 概要
1998年に運輸通信省が策定した「連邦鉄道構造改革の概念」（Концепция структурной реформы федерального железнодорожного транспорта）を元にウラジーミル・プーチン政権が進めた連邦鉄道事業改革の一環として、2003年9月18日、ロシア連邦政府決議585号に基づきロシア連邦政府が100%出資する公開株式会社として設立され、同年10月1日付で、運輸通信省鉄道事業と、同省が所管する関連企業2046社のうち987社を承継して発足した。運輸通信省は政府の鉄道行政監督官庁として残ったが、2004年3月に改組廃止された。
地方の鉄道支社のほか、本社部局についても将来の株式会社化および株式売却による民営化を視野に業務分野別の組織分社（支社）化を進め、2008年には鉄道事業の上下分離を見据えた垂直統合型の持株会社に転換した。
貨物列車運行事業は2007年に第一貨物企業体公開株式会社（ПГК, ОАО «Первая грузовая компания» ）、2010年に第二貨物企業体公開株式会社（ВГК, ОАО «Вторая грузовая компания» ）にそれぞれ分離したほか、2010年には長距離旅客列車運行事業も連邦旅客企業体公開株式会社（ФПК, ОАО «Федеральная пассажирская компания» ）に分離した。2010年現在で、連邦旅客企業体など子会社および関連企業158社の株式を保有している。
路線総延長はロシア連邦内の鉄道路線の99%にあたる約8万5000kmで、従業員数は107万5000人（2009年）。2008年度の輸送実績は貨物輸送2兆4000億トンキロ、旅客輸送延べ12億9600万人。モスクワ─サンクトペテルブルク間を2時間半で結ぶ最高時速400キロの高速幹線計画「VSM1プロジェクト」（Проект ВСМ 1）や、2014年ソチオリンピックに向けた6つの施設整備計画などを推進している。
2021年2月、オレグ・リャボフ代表が東京駐在員事務所の仮事務所を開設。同年4月、東京駐在員事務所が正式に開設され、リャボフが初代日本総代表に就任した。同年8月31日には、日本の総合物流企業日新がロシア鉄道東京駐在員事務所で「シベリア鉄道輸送の利用促進及び、物量拡大」への相互協力を目指す協力覚書（MOC）を締結した。
2022年2月に勃発したウクライナ侵攻を受け、欧米各国がロシアに対する金融制裁を行ったことから債券の利払いや償還が困難になる事態が想定されていたが、同年4月に国際スワップデリバティブ協会のクレジットデリバティブ決定委員会が、前月の利払いを行わなかったロシア鉄道に対し債務不履行を認定した。

## 前史

### ロシア帝国運輸通信省
ロシア国内ではサンクトペテルブルク─モスクワ鉄道の建設（1842年〜1851年）やサンクトペテルブルク─ワルシャワ鉄道、モスクワ─ニジニ・ノヴゴロド鉄道の開通（1862年）などの鉄道輸送網の発達で、1860年代には鉄道事業および鉄道監督行政を所管する官庁の整備が急務となった。1865年6月15日、皇帝アレクサンドル2世の勅令に基づき、内務省および逓信庁の電信部門を統合してロシア帝国運輸通信省（МПС, Министерство путей сообщения Российской империи）が発足した。
1867年には運輸通信省建設総局（Управление строительства МПС）が設置されて鉄道網整備が進められ、1891年にはシベリア鉄道が着工した。1900年には路線総延長が4万4900キロに、1913年には5万8500キロに達し、同年の輸送実績は貨物1億3240万トン、旅客1億8480万人に上った。

### ソ連運輸通信人民委員部
十月革命後、ロシア・ソビエト連邦政府は、鉄道管理を一元化する政府機関としてロシア社会主義連邦ソビエト共和国運輸通信人民委員部（НКПС РСФСР, Народный комиссариат путей сообщения РСФСР）を設置した。運輸通信人民委員部は第一次世界大戦およびロシア革命・ロシア内戦によって施設の60%、機関車の90%、客貨車の80%以上が破壊された鉄道網の復興を進めた。
1922年のソビエト社会主義共和国連邦の成立にともなって、1923年にソビエト社会主義共和国連邦運輸通信人民委員部（НКПС СССР, Народный комиссариат путей сообщения СССР）に改組。鉄道網は1928年に戦前の規模まで復旧した。
1930年代にはソビエト連邦人民委員会議主導による輸送力増強策が進められた。線路の重軌条化や大型機関車の導入、自動連結器、自動信号の導入などが行われ、1940年には路線総延長が10万6100キロ、貨物輸送実績は5億9260万トンに達した。第二次世界大戦では欧州地域の鉄道網の40%、機関車の50%が破壊されたが、鉄道は兵員輸送や前線への補給に大きく貢献した。

### ソ連運輸通信省
運輸通信人民委員部は1946年にソビエト社会主義共和国連邦運輸通信省（（МПС СССР, Министерство путей сообщения СССР）に改組された。1954年には運輸通信省から交通建設省（Министерство транспортного строительства СССР）が分離発足した。
運輸通信省は『鉄道輸送発展・鉄道近代化の20ヵ年計画』を策定し、鉄道の電化やディーゼル動力車の導入による無煙化や自動化、生産工程における機械化を推進。計画最終年の1975年には路線総延長が17600km伸び、輸送量は3倍の36億2110トンに達したほか、電化総延長は3万8900km、自動閉塞区間は6万2400kmを達成した。
1982年には、オートメーション技術を導入した輸送近代化計画をスタートさせ、1988年に貨物輸送41億1600万トン、旅客輸送43億9590万人の過去最高の輸送実績を記録した。

### ロシア連邦運輸通信省
1991年のソビエト連邦の崩壊にともない、ソ連運輸通信省を承継して1992年1月20日、ロシア連邦運輸通信省（МПС Российской Федерации, Министерство путей сообщения Российской Федерации）が発足した。
1998年に策定した連邦鉄道事業の再編を盛り込んだ「連邦鉄道構造改革の概念」（Концепция структурной реформы федерального железнодорожного транспорта）に基づき、連邦鉄道事業は2003年、ロシア鉄道公開株式会社に移管。運輸通信省は2004年3月9日、大統領令314号「連邦政府執行機関のシステム及び組織」（О системе и структуре федеральных органов исполнительной власти）に基づき廃止され、交通監督行政はロシア連邦交通省（Министерство транспорта Российской Федерации）および交通省の連邦交通監督庁（Федеральная служба по надзору в сфере транспорта）と連邦鉄道交通庁（Федеральное агентство железнодорожного транспорта）に移管された。

## 組織

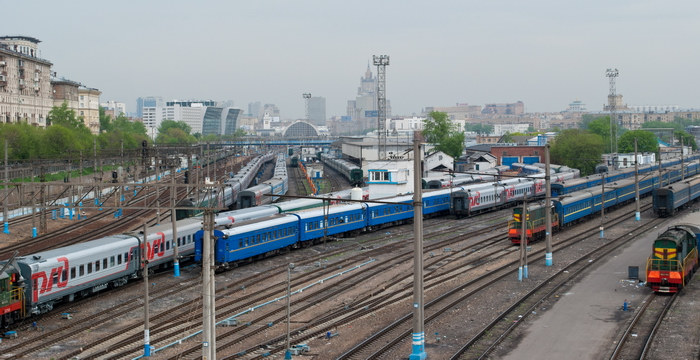
モスクワ鉄道支社キエフ駅構内

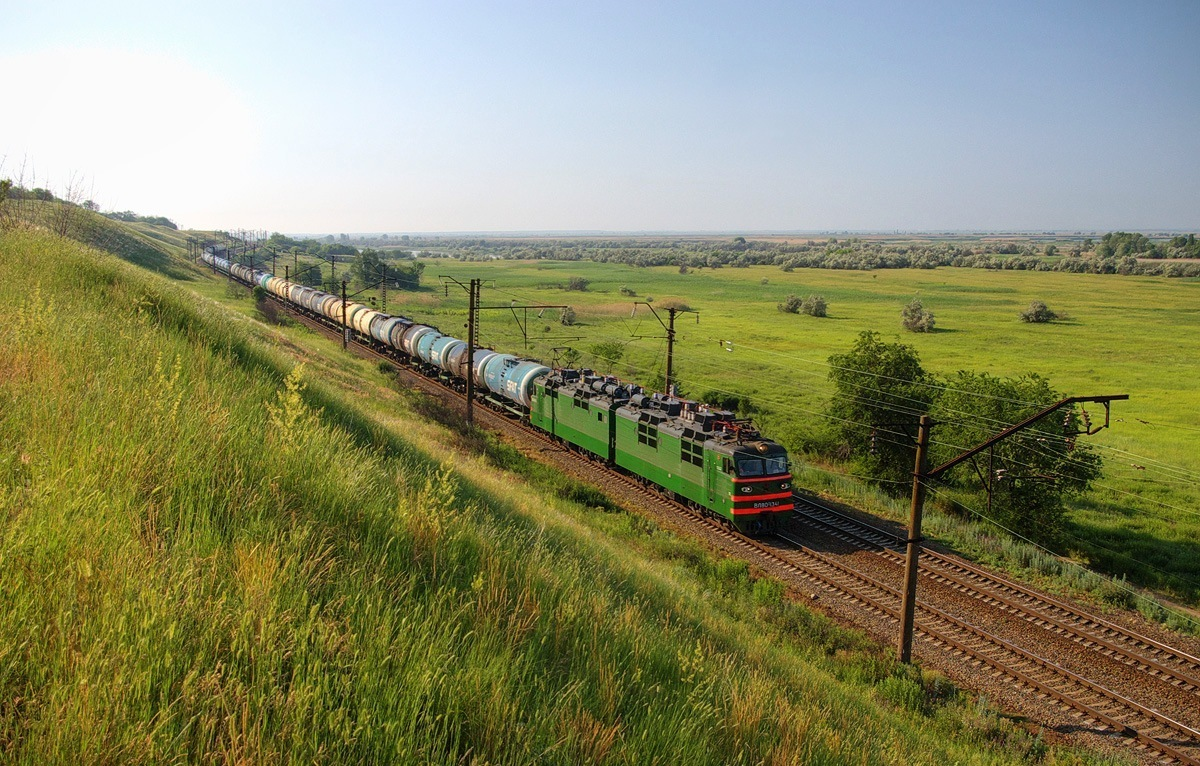
ロシア鉄道の貨物列車（北カフカース鉄道支社ハープリ─モークリ・チャルティリ間）

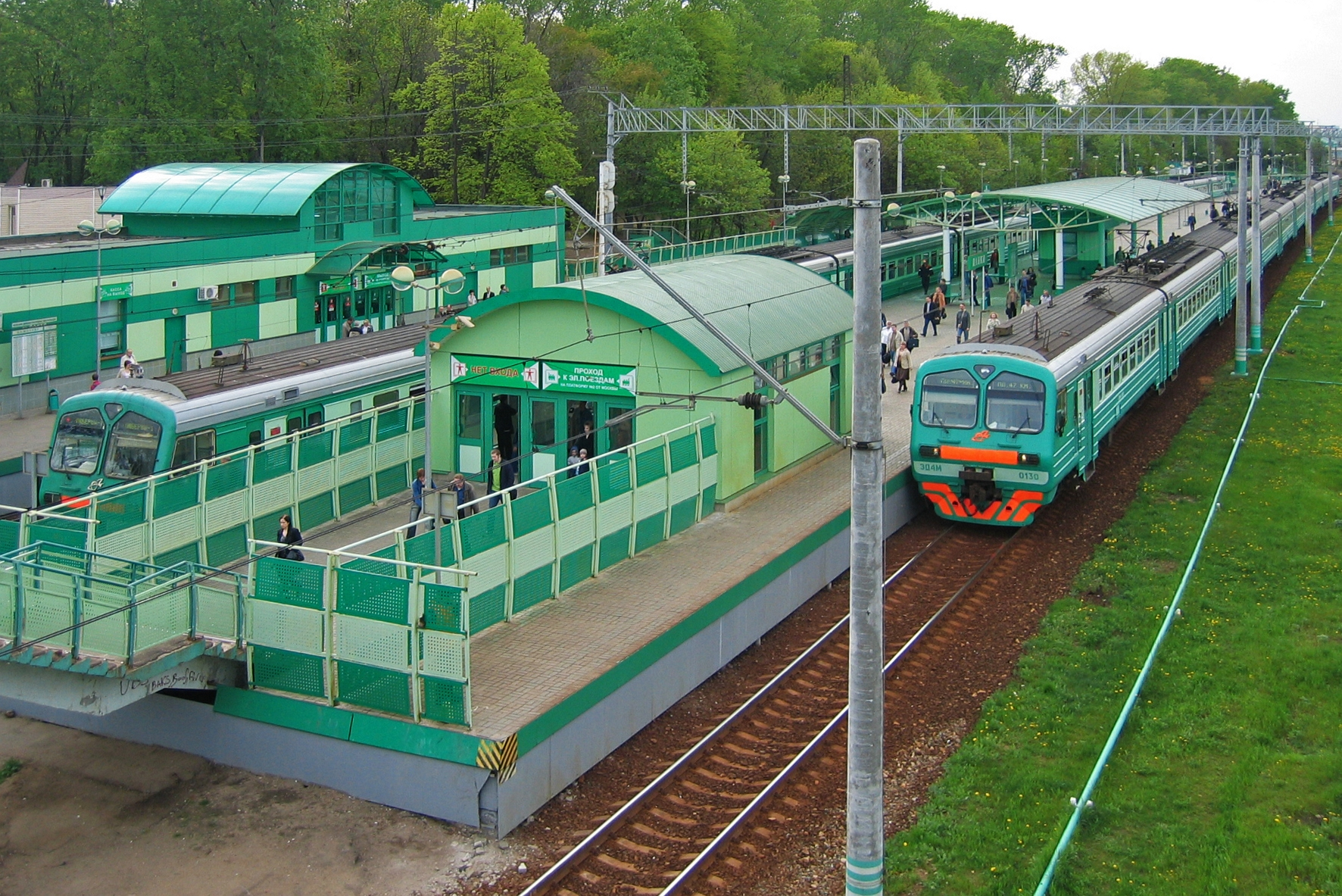
近代化が進む大都市近郊線（モスクワ鉄道支社パンキ駅）

一部の部局はロシア鉄道公開株式会社の支社（филиал ОАО «РЖД»）として事業分離され独立運営されている。（2010年現在、太字は支社）
- 鉄道支社（Железные дороги）
- 輸送総局（Дирекции управления движением）
- 機関車総局（Дирекция тяги）
- 鉄道車両総局（Моторвагонная дирекция）
- 「トランスコム」近郊輸送総局（Дирекция пригородных перевозок «Транском»）
- 鉄道停車場総局（Дирекция железнодорожных вокзалов）
- 高速通信総局（Дирекция скоростного сообщения）
- 輸送業務センター（Центр фирменного транспортного обслуживания）
- ターミナルおよび物流倉庫管理総局（Дирекции по управлению терминально-складским комплексом）
- 「ロジュヘルドルスナブ」（ «Росжелдорснаб», 物流事業および鉄道資機材調達事業）
- 「トランスエネルゴ」（«Трансэнерго», 電力供給事業）
- 「ギプロトランステイ」投資調査および鉄道輸送計画研究所（Институт технико-экономических изысканий и проектирования железнодорожного транспорта «ГИПРОТРАНСТЭИ»）
- イノベーション開発センター（Центр инновационного развития）
- 「ジェルドルチェット」企業会計および財務報告センター（Центр корпоративного учета и отчетности «Желдоручет»）
- 科学技術情報および書庫センター（Центр научно-технической информации и библиотек）
- 業務機構および経営規定計画センター（Центр организации труда и проектирования экономических нормативов）
- 鉄道再整備および建設複合事業総局（Дирекция по комплексной реконструкции железных дорог и строительству объектов железнодорожного транспорта）
- 機関車修理総局（Дирекция по ремонту тягового подвижного состава）
- 機関車運用および保守総局（Дирекция по эксплуатации и ремонту путевых машин）
- 通信網整備総局（Дирекция по строительству сетей связи）
- 貨車修理総局（Дирекция по ремонту грузовых вагонов, 第一〜第三車両修理会社=ВРК-1,2,3=に分割転換し2011年7月1日廃止）
- 軌道補修総局（Дирекция по ремонту пути）
- 熱・水道供給総局（Дирекция по тепловодоснабжению）
- 「トランスインフォルム」（«Трансинформ», 輸送情報システム開発事業）
- 中央電算センター（Главный вычислительный центр）
- 中央停車場通信（Центральная станция связи）
- 土木構造物調査・診断センター（Центр обследования и диагностики инженерных сооружений）
- 社会分野総局（Дирекция социальной сферы）
- 医療支援総局（Дирекция медицинского обеспечения）
- 学術研究開発機関（Научные институты и проектные организации）

### 鉄道支社
鉄道支社は、ロシア鉄道の鉄道事業を地方単位で所管するロシア鉄道公開株式会社の支社で、ロシア鉄道発足時から独立運営されている。かつての運輸通信省の地方機関である鉄道局を承継。2010年10月21日のロシア鉄道公開株式会社令160号に基づく地方組織改正にともない、2011年1月1日付で16鉄道支社に統合され、各鉄道支社管内の支店（отделение）は地域部（регион）に再編された。
| 支社名                                                     | 管轄地域 | 支社所在地           |
| ---------------------------------------------------------- | --- | -------------------- |
| 東シベリア鉄道支社 Восточно-Сибирская железная дорога      | ブリヤート共和国、イルクーツク州、ザバイカリエ地方 | イルクーツク         |
| ゴーリキー鉄道支社 Горьковская железная дорога             | モルドヴィア共和国、チュヴァシ共和国、ウドムルト共和国、タタールスタン共和国、マリ・エル共和国、バシコルトスタン共和国（北部・西部）、ペルミ地方（南部）                                                           | ニジニ・ノヴゴロド   |
| 極東鉄道支社 Дальневосточная железная дорога               | ハバロフスク地方および沿海地方、サハ共和国、アムール州およびサハリン州、ユダヤ自治州 | ハバロフスク         |
| ザバイカリエ鉄道支社 Забайкальская железная дорога         | ザバイカリエ地方およびアムール地方 | チタ                 |
| 西シベリア鉄道支社 Западно-Сибирская железная дорога       | オムスク州、ノヴォシビルスク州、ケメロヴォ州、トムスク州およびアルタイ地方 | ノヴォシビルスク     |
| カリーニングラード鉄道支社 Калининградская железная дорога | カリーニングラード州 | カリーニングラード   |
| クラスノヤルスク鉄道支社 Красноярская железная дорога      | クラスノヤルスク地方、ケメロヴォ州、ハカス共和国、イルクーツク州 | クラスノヤルスク     |
| クイビシェフ鉄道支社 Куйбышевская железная дорога          | バシコルトスタン共和国、タタールスタン共和国、モルドヴィア共和国、リャザン州、ペンザ州、タンボフ州、ウリヤノフスク州、サマラ州、オレンブルク州、チェリャビンスク州                                                 | サマーラ             |
| モスクワ鉄道支社 Московская железная дорога                | ブリャンスク州、カルーガ州、クルスク州、モスクワ州、オリョール州、リャザン州、スモレンスク州、トゥーラ州、モスクワ連邦市、モルドヴィア共和国、ベルゴロド州、ヴラジーミル州、リペツク州                             | モスクワ             |
| 十月鉄道支社 Октябрьская железная дорогаа                  | ヴォログダ州、モスクワ州、トヴェリ州、プスコフ州、ノヴゴロド州、レニングラード州、ムルマンスク州、カレリア共和国、モスクワ連邦市およびサンクトペテルブルク連邦市間（ヤロスラヴリ州経由）                           | サンクトペテルブルク |
| 沿ヴォルガ鉄道支社 Приволжская железная дорога             | サラトフ州、ヴォルゴグラード州、アストラハン州およびロストフ州、ウリヤノフスク州、サマラ州、カザフスタン共和国の一部                                                                                               | サラトフ             |
| スヴェルドロフスク鉄道支社 Свердловская железная дорога    | ペルミ地方、スヴェルドロフスク州、チュメニ州、ハンティ・マンシ自治管区、ヤマロ・ネネツ自治管区、ウドムルト共和国およびオムスク州の一部                                                                             | エカテリンブルク     |
| 北部鉄道支社 Северная железная дорога                      | アルハンゲリスク州、イヴァノヴォ州、コストロマ州、ヴォログダ州、ヤロスラヴリ州、ヴラジーミル州、コミ共和国 | ヤロスラヴリ         |
| 北カフカース鉄道支社 Северо-Кавказская железная дорога     | カルムイク共和国、ダゲスタン共和国、チェチェン共和国、イングーシ共和国、アディゲ共和国、カラチャイ・チェルケス共和国、スタヴロポリ地方、クラスノダール地方、カバルダ・バルカル共和国、北オセチア共和国、ロストフ州 | ロストフ・ナ・ドヌ   |
| 南東鉄道支社 Юго-Восточная железная дорога                 | ヴォロネジ州、ベルゴロド州、ヴォルゴグラード州、ロストフ州、クルスク州、リャザン州、タンボフ州、トゥーラ州、リペツク州、サラトフ州、ペンザ州                                                                       | ヴォロネジ           |
| 南ウラル鉄道支社 Южно-Уральская железная дорога            | オレンブルク州、チェリャビンスク州、クルガン州、サマラ州およびスヴェルドロフスク州、サラトフ州、バシコルトスタン共和国の一部                                                                                       | チェリャビンスク     |

### 関連企業
ロシア鉄道は2010年1月1日現在、158社の子会社および関連企業の株式を保有している。主な子会社は次の通り。
| 名称                                                                  | 事業内容                                                                                 | 出資比率 |
| --------------------------------------------------------------------- | ---------------------------------------------------------------------------------------- | -------- |
| 連邦旅客企業体公開株式会社 ОАО «Федеральная пассажирская компания»    | ロシア鉄道線における長距離旅客列車運行事業                                               | 99.99 %  |
| 第一貨物企業体公開株式会社 ОАО «Первая грузовая компания» (ОАО «ПГК») | ロシア鉄道線における貨物列車運行事業                                                     | 25 %     |
| 第二貨物企業体公開株式会社 ОАО «Вторая грузовая компания» (ОАО «ВГК») | ロシア鉄道線における貨物列車運行事業                                                     | 99.99 %  |
| トランステレコム非公開株式会社 ЗАО «ТрансТелеКом»                     | 通信業                                                                                   | 99.95 %  |
| トランスコンテイネル公開株式会社 ОАО «ТрансКонтейнер»                 | コンテナ輸送 *その後買収により離脱                                                       | 85 %     |
| トランスクレジットバンク公開株式会社 ОАО «ТрансКредитБанк»            | 金融業                                                                                   | 28 %     |
| ジャソ公開株式会社 ОАО «ЖАСО»                                         | 保険業                                                                                   |          |
| ベトエルトランス公開株式会社 ОАО «БетЭлТранс»                         | 転轍機およびコンクリート・木製枕木製造                                                   | 99.99 %  |
| NIITKD公開株式会社 ОАО «НИИТКД»                                       | 研究機関                                                                                 |          |
| ワゴンレムマーシュ公開株式会社 ОАО «ВагонРемМаш»                      | ヴォロネジ車両修理工場、ノヴォシビルスク動力車修理工場、タンボフ車両修理工場の共同企業体 | 99.99 %  |
| RZHDストロイ公開株式会社 ОАО «РЖДстрой»                               | 建設土木                                                                                 | 99.99 %  |
| アエロエクスプレス有限責任会社 ООО «Аэроэкспресс»                     | モスクワ空港駅発着の近郊旅客列車運行                                                     | 50 %     |
| 高速幹線有限責任会社 ООО «Скоростные магистрали»                      | サンクトペテルブルク─モスクワ間高速鉄道事業                                              | 50 %     |
| ヤクート鉄道公開株式会社 ОАО «Железные дороги Якутии»                 | サハ共和国における貨物・旅客鉄道事業                                                     | 50 %     |
| 南カフカース鉄道非公開株式会社 ЗАО «Южно-Кавказская железная дорога»  | アルメニア共和国鉄道の運営                                                               |          |